# Tanaorhinus waterstradti
Tanaorhinus waterstradti är en fjärilsart som beskrevs av Louis Beethoven Prout 1933. Tanaorhinus waterstradti ingår i släktet Tanaorhinus och familjen mätare. Inga underarter finns listade i Catalogue of Life.